# Landkreis Alzenau in Unterfranken
Der Landkreis Alzenau in Unterfranken (kurz Landkreis Alzenau i.UFr.) gehörte zum bayerischen Regierungsbezirk Unterfranken. Kreisstadt war Alzenau i.Ufr. Die Zusatzbezeichnung „in Unterfranken“ wurde zur Abgrenzung von Alzenau in Schlesien (heute Polen) geführt.

## Geografie

### Lage
Das Kreisgebiet lag im heutigen Landkreis Aschaffenburg und umfasste den gesamten Kahlgrund (außer Bamberger Mühle). Es reichte vom Main im Westen bis über die Eselshöhe zum Aubach im Osten. Der höchste Berg im Landkreis Alzenau war mit 522 m ü. NHN die Schindershöh bei Heinrichsthal. Weitere markante Berge im ehemaligen Kreisgebiet sind der Franzosenkopf und der Hahnenkamm.

### Wichtige Orte
Die größten Orte waren neben der Kreisstadt Alzenau, die Märkte Hörstein und Schöllkrippen und die Gemeinden Kahl am Main, Dettingen am Main, Großwelzheim, Michelbach, Mömbris und Krombach.

### Nachbarkreise
Der Landkreis grenzte 1972 im Uhrzeigersinn im Norden beginnend an die Landkreise Hanau und Gelnhausen (beide in Hessen), Lohr am Main und Aschaffenburg (beide in Bayern) sowie Offenbach (wiederum in Hessen).

## Geschichte

### Bezirksamt

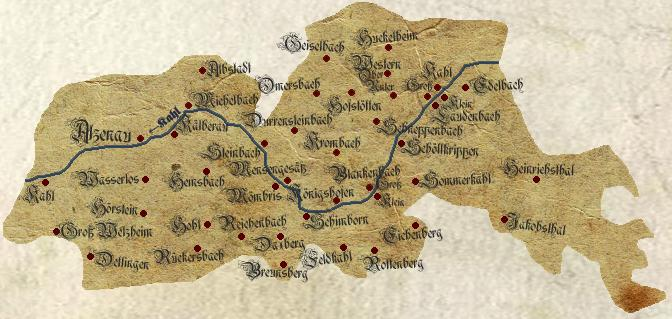
Verwaltungsgebiet des Bezirksamtes Alzenau um 1875

Am 1. Juli 1862 wurde durch das Zusammenlegen der Verwaltungsgebiete vom im Jahre 1816 gebildeten Landgericht älterer Ordnung Alzenau und dem 1858 entstandenen Landgericht Schöllkrippen das Bezirksamt Alzenau gebildet. Amtssitz wurde der Markt Alzenau, der daraufhin Kreishauptort wurde und 1951 wieder Stadtrechte erhielt.

### Landkreis
Am 1. Januar 1939 wurde die reichseinheitliche Bezeichnung Landkreis eingeführt. So wurde aus dem Bezirksamt der Landkreis Alzenau in Unterfranken.
Am 1. Juli 1972 wurde der Landkreis Alzenau in Unterfranken im Zuge der Gebietsreform in Bayern aufgelöst und mit Gemeinden der aufgelösten Landkreise Lohr am Main und Obernburg am Main dem Landkreis Aschaffenburg zugeschlagen. Bei seiner Auflösung umfasste der Landkreis 42 Gemeinden. Bereits 1966 hatte der Zusammenschluss der Gemeinden Groß- und Kleinblankenbach sowie die kurzzeitige Eingemeindung von Königshofen nach Schimborn zu einer Verringerung der Gemeindeanzahl geführt.

## Einwohnerentwicklung
| Jahr | Einwohner | Quelle |
| ---- | --------- | ------ |
| 1864 | 19.127    | [ 3 ]  |
| 1885 | 19.286    | [ 4 ]  |
| 1900 | 21.333    | [ 5 ]  |
| 1910 | 25.668    | [ 5 ]  |
| 1925 | 29.671    | [ 6 ]  |
| 1939 | 32.994    | [ 7 ]  |
| 1950 | 41.963    | [ 8 ]  |
| 1960 | 45.600    | [ 9 ]  |
| 1971 | 54.300    | [ 10 ] |

## Gemeinden mit Ortsteilen
Gemeinden mit Ortsteilen im Landkreis Alzenau im Jahre 1950.

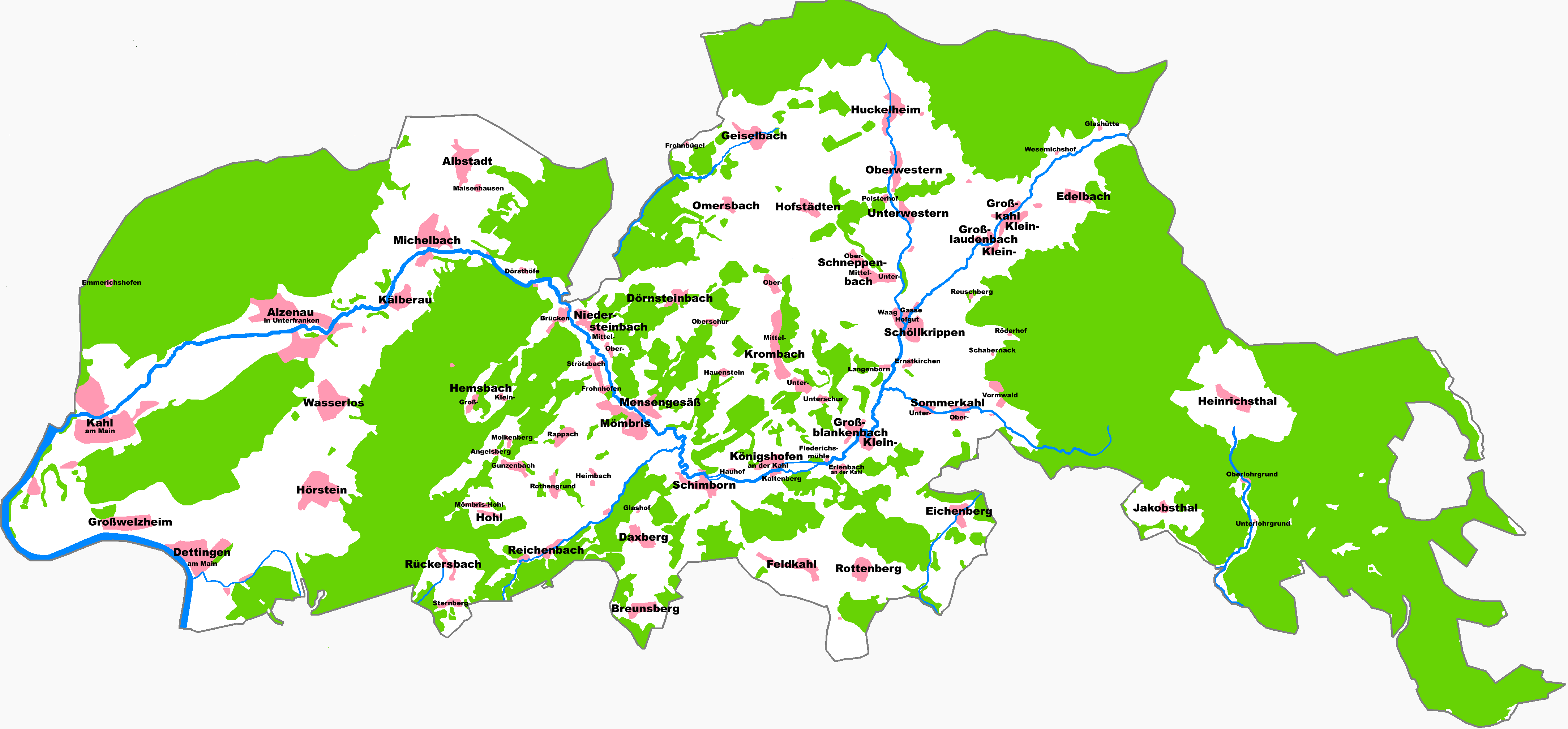
Karte des Landkreises Alzenau um 1950

Landkreis Alzenau i. UFr., Gemeindegrenzenkarte von 1961

(Einwohnerzahlen von 1830*, 1950 und 1987**)
| Märkte: - Alzenau (4117) - Hörstein (1995) - Schöllkrippen (1522) - Ernstkirchen (42) - Forstmühle (8*) - Gasse (125*) - Hofgut (220*) - Langenborn (50) - Reuschberg (27) - Röderhof (10) - Schabernack (11) - Waag (165*) Weitere Gemeinden: - Albstadt (732) - Breunsberg (251) - Daxberg (365) - Glashof (11) - Dettingen am Main (2682) - Dörnsteinbach (484) - Edelbach (388) - Eichenberg (571) - Feldkahl (680) - Geiselbach (980) - Frohnbügel (3) - Großblankenbach (329) - Großkahl (339) - Glashütte (90*) - Wesemichshof (6*) | - Großlaudenbach (293) - Großwelzheim (2025) - Heinrichsthal (707) - Oberlohrgrund (21**) - Unterlohrgrund (4**) - Hemsbach (233) - Hofstädten (351) - Huckelheim (674) - Jakobsthal (270) - Johannesberg-Hohl (118) - Kahl am Main (4575) - Emmerichshofen (49) - Kälberau (681) - Kleinblankenbach (441) - Erlenbach an der Kahl (78) - Kleinkahl (372) - Kleinlaudenbach (157) - Königshofen an der Kahl (514) - Flederichsmühle (83) - Krombach (1222) - Hauenstein (25) - Oberschur (121) - Unterschur (28) - Mensengesäß (770) - Michelbach (1546) - Dörsthöfe (34) - Maisenhausen (35) | - Mömbris (1502) - Angelsberg (52) - Brücken (550) - Fronhofen (27) - Gunzenbach (432) - Heimbach (97) - Molkenberg (67) - Mömbris-Hohl (202) - Rappach (233) - Rothengrund (200) - Strötzbach (491) - Niedersteinbach (750) - Oberwestern (523) - Polsterhof (6) - Omersbach (419) - Reichenbach (288) - Rottenberg (841) - Rückersbach (204) - Sternberg (41) - Schimborn (1147) - Hauhof (34) - Kaltenberg (74) - Schneppenbach (613) - Sommerkahl (654) - Vormwald (183) - Unterwestern (307) - Wasserlos (1175) |

Die Gemeinden Großblankenbach und Kleinblankenbach wurden am 20. Januar 1966 zur Gemeinde Blankenbach zusammengeschlossen. Die Gemeinden Huckelheim, Oberwestern und Unterwestern wurden am 1. Januar 1972 zur Gemeinde Westerngrund zusammengeschlossen.

## Politik

### Bezirksamtmänner/Bezirksoberamtmänner bis 1939, Landräte ab 1939
- 1901 bis 1921: Franz Mayer
- 1921 bis 1927: Ernst Buchner
- 1927 bis 1930: Walther Döbel
- 1931 bis 1934: Alois Gatterbauer
- 1934 bis 1939: Benedikt Böhm
- 1941 bis 1943: Rudolf Bickel
- 1943 bis 1945: Edwin Joerges
- 1945 bis 1946: Josef Hartmann
- 1946 bis 1949: Friedrich Huth
- 1950 bis 1970: Heinrich Degen
- 1970 bis 1972: Karl Lautenschläger

### Wappen
Blasonierung: „Geteilt und oben gespalten; vorne in Rot ein sechsspeichiges, silbernes Rad; hinten in Gold drei rote Sparren; unten in Silber ein wachsender blauer Krummstab.“
Das Wappen stellt die geschichtliche Entwicklung des Kreisgebietes sinnbildlich dar. Es weist auf die jahrhundertelange Herrschaft zwischen dem Erzbistum Kurmainz (das Mainzer Rad) und den Grafen von Hanau (die drei Sparren) hin. In der unteren Schildhälfte werden die geistigen Herren dargestellt (Krummstab). Sie erinnert an die Abtei Seligenstadt und das Stift Aschaffenburg.

## Kfz-Kennzeichen
Am 1. Juli 1956 wurde dem Landkreis bei der Einführung der bis heute gültigen Kfz-Kennzeichen das Unterscheidungszeichen ALZ zugewiesen. Es wurde bis zum 28. April 1973 ausgegeben. Seit dem 11. Juli 2013 ist es aufgrund der Kennzeichenliberalisierung wieder im Landkreis Aschaffenburg erhältlich.